# デヴィッド・マーカム
デヴィッド・マーカム（David Markham, 1913年4月3日 - 1983年12月15日）は、イギリスの俳優である。

## 出演作品

### 映画
- テス
- 魔界からの招待状
- 赤ちゃんよ永遠に